# Omega-diszkográfia
Ez a szócikk az Omega együttes által kiadott és az együttes közreműködésével készült kiadványok listáját tartalmazza.

## Stúdióalbumok

### Magyar nyelvű albumok
1. Trombitás Frédi és a rettenetes emberek (1968)
2. 10000 lépés (1969)
3. Éjszakai országút (1970)
4. Élő Omega (1972) – koncertlemez a meg nem jelent stúdióalbum pótlására
5. Omega 5 (1973)
6. Omega 6: Nem tudom a neved (1975)
7. Omega 7: Időrabló (1977)
8. Omega 8: Csillagok útján (1978)
9. Gammapolis (1979)
10. Omega X: Az arc (1981)
11. Omega XI (1982)
12. Omega 12: A Föld árnyékos oldalán (1986)
13. Babylon (1987)
14. Trans and Dance (1995)
15. Omega XV: Egy életre szól (1998)
16. Égi jel: Omega  (2006) – bónusz DVD-vel (werkfilm, koncertfelvételek)
17. Testamentum – (2020)

### Angol nyelvű albumok
- Omega Red Star from Hungary (1968) – 2007-ben CD-n is megjelent.
- Omega (1973)
- 200 Years After the Last War (1974)
- Omega III (1974) – Az NSZK-ban kiadott albumokat vették figyelembe a sorszámnál. Az anyag egy része hallható a Tűzvihar/Stormy Fire albumon.
- The Hall of Floaters in the Sky (1975)
- Time Robber (1976) – Az Omega 7: Időrabló angol változata, teljes anyaga hallható az Időrabló felújított kiadásán.
- Skyrover (1978) – Az Omega 8: Csillagok útján angol változata, teljes anyaga hallható a Csillagok útján felújított kiadásán.
- Gammapolis (1979) – Az azonos című album angol változata, az anyag egy része hallható a Gammapolisz felújított kiadásán.
- Working (1981) – Az Omega X: Az arc angol változata, néhány helyen eltérő anyaggal. Két dal hallható az Omega X: Az arc 2004-es kiadásán.
- Dark Side of the Earth – 1987 körül készült demóanyag, korábban  bootlegként terjedt. Hivatalosan 2004-ben jelent meg egy dalt kivéve az Omega 12: A Föld árnyékos oldalán és az Omega XIII: Babylon felújított kiadásának bónuszaként.
- Transcendent (1996) – A Trans and Dance angol változata, néhány helyen eltérő anyaggal.

### Többnyelvű album
- Volt egyszer egy Vadkelet (Once Upon a Time in the East) (2017) – angol, magyar, német, cseh, lengyel nyelvű dalokkal, feldolgozásokkal, valamint korábbi és új saját szerzeményekkel. Újra kiadott változat: Once Upon a Time in the East/Once Upon a Time in Western (2017) – a második lemez a 100 Folk Celsius által feldolgozott Omega-dalokat tartalmaz, Kóbor János énekével.

### Német nyelvű album
- Das deutsche Album (1997) – A hetvenes évek első felében felvett német dalok gyűjteményes kiadása. Először az együttes engedélye nélkül jelent meg, de azóta rendezték a jogi hátterét.

## Felújított kiadású albumok
A sorszámok az eredeti változat szerint.
1. Trombitás Frédi és a rettenetes emberek – (2003) bónusz kislemezdalokkal
2. 10000 lépés (2003) – bónusz kislemezdalokkal
3. Éjszakai országút (2003) – bónusz kislemezdalokkal
4. 200 évvel az utolsó háború után (1998) – a 4. album (Élő Omega) bővített stúdióváltozata, eltérő dalsorrenddel, az 1972-ben nemkívánatosnak bizonyult dalokkal
5. Szvit (1999) – az 5. album (Omega 5) alternatív kiadása, eltérő dalsorrenddel
6. Tűzvihar/Stormy Fire (2001) – a 6. album (Nem tudom a neved) alternatív kiadása, eltérő dalsorrenddel, angol bónuszdalokkal
7. Időrabló/Time Robber (2002) – magyar és angol album egy CD-n
8. Csillagok útján/Skyrover (2002) – magyar és angol album egy CD-n
9. Gammapolisz/Gammapolis (2002) – magyar és angol album egy CD-n (az angol anyag terjedelmi korlátok miatt hiányos)
10. Omega X: Az arc 2004 – angol bónuszdalokkal
11. Omega XI (2004) – bónusz koncertfelvételekkel
12. Omega 12: A Föld árnyékos oldalán (2004) – először itt megjelent angol bónuszdalokkal
13. Babylon (2004) – először itt megjelent angol bónuszdalokkal
14. Transcendent (2004) – a magyar album anyaga, angol bónuszdallal (nem azonos az 1996-os angol albummal, ennek ellenére címe és borítója azonos)
15. Omega XV: Egy életre szól (2004) – angol bónuszdalokkal, amely a Tower of Babel című kislemezen (maxi CD-n) jelent meg

- Testamentum (2021) – dupla hanglemezes kiadás három dallal bővítve. Limitált példányszámú, sorszámozott gyűjtői kiadásban is megjelent.

## Koncertalbumok
- Élő Omega Kisstadion ’79 (1979) – angol nyelvű ráénekléses változat: Live at Kisstadion (1979)
- Kisstadion ’80 – (1981) az LGT-vel és a Beatricével közös lemez
- Jubileumi koncert (1983) – négy dal bónuszként hallható az Omega XI. 2004-es kiadásán
- Népstadion 1994 Omegakoncert – No. 1. Vizesblokk (1994)
- Népstadion 1994 Omegakoncert – No. 2. Szárazblokk (1994)
- Az Omega összes koncertfelvétele 1. (1995) – gyűjteményes kiadás részben korábban megjelent, részben csak itt hallható felvételekből:

CD1: Omega Klub 1968, Országos turné 1972 (utóbbi megegyezik a negyedik magyar nagylemez, az Élő Omega anyagával)
CD2: Kisstadion 1977
CD3: Kisstadion 1979 (megegyezik az Élő Omega Kisstadion ’79 anyagával, dupla hanglemez anyaga egyetlen CD-n)
- Az Omega összes koncertfelvétele 2. (1995) – gyűjteményes kiadás részben korábban megjelent, részben csak itt hallható felvételekből:

CD1: Kisstadion 1980 (megegyezik a Kisstadion ’80 Omega-blokkjával), Országos turné 1980, Városliget 1984, Kisstadion 1987
CD2: Budapest Sportcsarnok 1982 (a Jubileumi koncert anyaga, terjedelmi okok miatt egy dal lemaradt)
CD3: Népstadion 1994 (válogatás a Vizesblokk és Szárazblokk anyagából)
- KonceRt. – Népstadion 1999 (1999)
- Napot hoztam, csillagot (2004) – a 2001-es Népstadion-beli koncert Omega-blokkját tartalmazza
- Greatest Performances (2012)-  válogatás a 2004-es debreceni és az 1999-es budapesti koncert anyagából
- Omega Oratórium – Adventi Koncertek (2014) – a 2013-as  debreceni és szegedi Oratórium-koncertek felvétele
- Élő Omega Kisstadion ’77 (2023) – az 1977-es Kisstadion-koncert felvétele, bővített anyag az Az Omega összes koncertfelvétele 1. második CD-jéhez képest.

## Komolyzenei átiratok
Ezek az albumok korábbi Omega-dalok áthangszerelt változatát tartalmazzák. A felvételek készítésében Mihály Tamás és Molnár György nem vettek részt, így besorolásuk vitatott. Az Omega Rhapsodyt kezdetben Kóbor János szólóalbumaként harangozták be, de ezt a megjelenés után kevésbé hangsúlyozták. Több forrás Omega-albumként jegyzi ezeket a CD-ket is.
- Omega Rhapsody (2010) – Omega-dalok szimfonikus kíséretű változatai, magyar és angol nyelven.
- Omega Szimfónia & Rapszódia (2012) – dupla CD, az egyik lemezén Omega-dalok instrumentális nagyzenekari átirata hallható, a másik az Omega Rhapsody teljesen magyar nyelvű változata.
- Omega Oratórium (2014) – vallásos témájú Omega-dalok szimfonikus kísérettel és kórus közreműködésével.

## Válogatásalbumok

### Magyarországi
- Aranyalbum Archiválva 2021. január 11-i dátummal a Wayback Machine-ben (1979) – az első három album anyagából, csak hanglemezen jelent meg
- Legendás kislemezek (1984) – 1967-től 1971-ig megjelent kislemezdalokból
- Platina Archiválva 2021. augusztus 14-i dátummal a Wayback Machine-ben (1988) – a 7-13. albumok anyagából (a 11. kivételével), az első magyarországi CD
- Omega 6-7. (1988) – két album anyaga egy CD-n, a második magyarországi CD
- Az Omega összes kislemeze 1967–1971 (1992) – a Legendás kislemezek bővített CD-kiadása
- Az Omega koncertek legnagyobb sikerei eredeti felvételeken (1994)
- Dream (1994) – tematikus válogatás lassú dalokból
- Happy (1994) – tematikus válogatás könnyed dalokból
- Heavy (1994) – tematikus válogatás kemény hangzású dalokból
- Space (1994) – tematikus válogatás space-rock dalokból
- Best of... – Their Greatest Hits from the Sixties in English (1994) – angol nyelvű dalokból, rajta az 1970-ben készült kislemezekkel
- Titanium (2001) – az együttes 40 éves jubileuma alkalmából
- Kiabálj, énekelj! (kislemezek, ritkaságok 1967–2006) (2011) – hiánypótló válogatás, rajta korábban kiadatlan vagy nehezen hozzáférhető dalokkal
- Ten Thousand Paces (2011) – limitált példányszámban kiadott LP, rajta az 1970-es angol kislemezekkel
- The Beaty Sixties (2015) – angol és német nyelvű kronologikus válogatás
- The Spacey Seventies (2015) – angol nyelvű kronologikus válogatás
- The Progressive Eighties (2015) – angol nyelvű kronologikus válogatás
- The Heavy Nineties (2015) – angol nyelvű kronologikus válogatás
- Táncdalfesztivál – A fellépőket kíséri az Omega együttes (2022) – kísérőzenekari közreműködésekből
- Beat (2022) – a hatvanas években készült kislemezdalokból és ritkaságokból

### Külföldi
- Omega Ensemble Budapest (1970) – magyar, NDK-exportra
- Omega (1972, magyar, NDK)
- Omega (1975, angol, USA-exportra)
- On Tour (1977, angol)
- Best of Omega Vol. 1. 1965-1975 (2005, angol, magyar és német)
- Best of Omega Vol. 2. 1976-1980 (2005, angol és magyar)
- Best of Omega Vol. 3. 1981-2007 (2007, angol és magyar)
- Omega Anthology 1968–1979 (2017, angol, USA, dupla CD, a Decades sorozat első két lemezét tartalmazza)

### Gyűjteményes kiadások
- OMEGA 1968–1973 (Az Omega összes nagylemeze I.) (LP: 1987, CD: 1994)
- ÉGI VÁNDOR 1974–1981 (Az Omega összes nagylemeze II.) (1994)
- Antológia vol. 2. 1970–1975 – Hard rock albumok (2001)
- Antológia vol. 3. 1975–1980 – Space rock albumok (2002)
- Antológia vol. 1. 1965–1970 – Beat albumok (2003)
- Antológia vol. 4. 1980–1985 – Synth rock albumok (2004)
- Antológia vol. 5. 1985–2000 – Rock albumok (2004)
- Decades (2015)
- LP Anthology (az első 13 magyar nagylemez újra kiadva az eredeti lemezek tartalmával) (2015)

## Kislemezek
Az 1966-ban készült első kislemezek külföldi slágerek feldolgozásait tartalmazták, Omega-albumra nem kerültek fel. 1967-től 1971-ig sok kislemezük jelent meg, már saját magyar dalokkal, nagyrészt olyanokkal, amik az albumokra vagy nem kerültek fel, vagy attól függetlenül vették fel őket, ennélfogva kismértékben különböznek az albumverziótól. Egy részük 1984-ben Legendás kislemezek címmel jelent meg egy válogatásalbumon, majd 1992-ben kiadták kibővített CD-változatát, Az Omega összes kislemeze 1967–1971 címmel, amely címével ellentétben még mindig nem tartalmazta az 1967–1971 közötti összes kislemezdalt, ugyanis az 1968-as Kiabálj, énekelj és az 1970-es Snuki kimaradtak az anyagából – ezeket 2011-ben a Kiabálj, énekelj! hiánypótló válogatásalbum pótolta, amelyre korábban kiadatlan vagy nehezen hozzáférhető dalok kerültek. 2003-ban a kislemezdalok többsége az első három stúdióalbum bónuszanyagában is megjelent. Azok a kislemezdalok, amelyek ezen albumok bónuszanyagából kimaradtak, szintén a Kiabálj, énekelj! című válogatásra kerültek fel. 
1970-ben készült három angol kislemez is, ezek későbbi dalokkal együtt 1994-ben felkerültek a Best of – Their Greatest Hits from the Sixties in English válogatásra. A továbbiakban már egyre ritkábban készültek kislemezeik, azok is többnyire albumról kimásolt dalokat tartalmaztak, legfeljebb kismértékben tértek el az albumverziótól.
1994-ben a népstadionbeli koncert jegyeihez járt az angol Miss World, immár maxi CD-n. A dal felkerült néhány válogatásra, valamint a 2004-es Transcendentre (Trans and Dance felújított változata) is, bónuszdalként.
2004-ben korlátozott példányszámban jelent meg a Tower of Babel maxi CD, amelyen az 1996-os angol Transcendent három dala hallható újraénekelve (nagyobb szerep jutott Kóbor hangjának), valamint a Fekete pillangó áthangszerelt angol verziója, a Tide Will Turn. Az anyag bónuszként felkerült az Omega XV: Egy életre szól 2004-es kiadására.

### Magyarországon
- Paint It, Black / Bus Stop (1966)
- Bend It / I Put a Spell on You (1966)
- Little Man / What Now My Love (1966)
- Sunny / No Milk Today (1966)
- Nem új a nap alatt semmi / Nem szeretlek (1967)
- Megbántottál / Nem vagy szép (1967)
- Azt mondta az anyukám / Rózsafák (1968)
- Ismertem egy lányt / Szeretnék visszamenni hozzád (1968)
- Zárt ajtók mögött / Halott virágok (1968)
- Volt egy bohóc / Nem tilthatom meg (1968)
- Kiabálj, énekelj / Most már olyan mindegy (1968)
- Trombitás Frédi / Ha én szél lehetnék (1968)
- Naplemente / Régi csibészek (1969)
- Ballada a fegyverkovács fiáról / Snuki (1970)
- Ten Thousand Paces / The Jester’s Daily Bread (1970)
- Dead (Are the) Flowers / The Prodigal Son (1970)
- Pearls in Her Hair / Petroleum Lantern (1970)
- Petróleumlámpa / Gyöngyhajú lány (1970)
- Kiskarácsony, nagykarácsony / Kállai kettős (1970)
- Sötét a város / Ülök a hóban (1971)
- Olyan szépen mosolygott / Oh, Barbarella (1971)
- Hűtlen barátok / Szomorú történet (1971)
- Régvárt kedvesem / 200 évvel az utolsó háború után (1971)
- A könyvelő álma / Az égben lebegők csarnoka (1976)
- Petróleumlámpa / Gyöngyhajú lány (1977) – újra kiadva
- Miss World (1994)
- Egy életre szól (1998)
- Meghívás (2006)
- Omega ’56 (2016)
- Testamentum – Búcsúztató (2021)

### Külföldön
- Pearls in Her Hair / Petroleum Lantern (1970)
- Pearls in Her Hair / The Lying Girl (1973)
- Perlen im Haar / Perlen im Haar – instrumental (1973)
- Everytime She Steps In / The Bird (1974)
- Live as Long as / Spanish Guitar Legend (1974)
- Everytime She Steps In / The Bird (1974)
- Skyrover / Russian Winter (1978)
- Rush Hour / Lady of the Summer Night (1978)
- Break the Chain / Tower of Babel (1996)
- Tower of Babel (2004)

## Kiadatlan dalok

### Rádiófelvételek
- Helló, Elefánt! – koncertfelvételen maradt fenn, az Omega 5 albumra A madár címen, átírt szöveggel és szintetizátorszólammal bővítve került fel.
- A bűvész – az albumverziótól eltérő felvétel
- Fekete pillangó – 2004-es áthangszerelt változat. Koncerteken játszották 2004-től 2007-ig, valamint angol szöveggel (Tide Will Turn) felkerült a Tower of Babel maxi CD-re.
- Égi jel – a Sláger Rádió által újrakevert változat. Ezt a változatot több kritika érte a rajongók részéről, mert szerintük túl leegyszerűsített.

### Letölthető anyag
- Nem tudom a neved – a Magyar Rádió felvétele, eltér az albumverziótól, mindössze 5’26” időtartamú (szemben a 7’36”-es albumverzióval). A Hungaroton honlapjáról tölthető le fizetősen. Egyedül a Töltsön egy órát kedvenceivel! című rádiós nagylemezválogatáson került hanghordozóra.

### Videómegosztón közzétett dal
- X Bolygó (2015 – a YouTube-on tették közé, az elhunyt Küronya Miklós emlékére. Később Elfújta a szél lett a címe)

## Kapcsolódó albumok
| Év   | Előadó           | Cím                  | Megjegyzés |
| ---- | ---------------- | -------------------- | --- |
| 1982 | Benkő László     | Lexikon              | A dalok egy részét játszották az Omega-koncerteken a 80-as években, az Atlantis bekerült a 20 éves jubileumi koncertről készült felvételekbe is. CD-n a két album anyaga egyben jelent meg Lexikon A-Z címmel, 1989-ben.                                     |
| 1983 | Mihály Tamás     | Szintetizátor-varázs | A lemez anyagának egy részét játszották az Omega-koncerteken is a 80-as években. |
| 1984 | Benkő László     | Lexikon L-Z          | A dalok egy részét játszották az Omega-koncerteken a 80-as években. CD-n a két album anyaga egyben jelent meg Lexikon A-Z címmel, 1989-ben. |
| 1989 | Molnár György    | Megszakadt kapcsolat | A Lehajtott fejjel című dal részben a Segíts nekem! átirata. |
| 1990 | Benkő László     | Ikarosz              | |
| 1991 | Benkő László     | Omega-mix            | Két instrumentális egyveleg Omega-dalokból, Molnár György kivételével a teljes tagság közreműködött a felvételek készítésében. |
| 1994 | Benkő László     | Impressio            | |
| 2004 | Benkő László     | Hogyan tovább?       | A rózsa éneke című film zenéje. |
| 2011 | Mihály Tamás     | Last Minute          | A 2012-es tavaszi jubileumi Omega-turnén a Jégmadár című dalt eljátszották. |
| 2012 | Benkő László     | Másik világ          | Az I'm Sorry című dalt Benkő eljátszotta a 2012-es tavaszi jubileumi turné koncertjeinek elején. |
| 2015 | Molnár György    | Omega Red Fighter    | Az Omega 144 angol szöveggel, Don’t Think About the Fire címmel felkerült a Volt egyszer egy Vadkelet albumra. |
| 2017 | 100 Folk Celsius | Omega Country        | Omega-dalok feldolgozásai country stílusban. Az önálló kiadáson csak a Magyarországon elsősorban gyerekeknek szólódalairól ismert 100 Folk Celsius játszik, a dupla CD-s kiadáson (Once Upon a Time in Western) kevesebb dal hallható, Kóbor János énekével. |

## Filmográfia

### Önálló videókiadványok
- Tízezer lépés – 1969-ben készült tévéműsor videóklipekkel (az Illés Add a kezed című műsorával közösen jelent meg VHS-en).
- Omega, Omega, Omega (1983) – Jancsó Miklós dokumentumfilmje az 1982-es BS-beli koncertről. Moziban is bemutatták és VHS-en is megjelent.
- Jubileumi koncert (VHS, 1988) – Az 1987-es Kisstadion-koncerten készült felvétel. A felvétel egy részében a képkockák alá az eredeti hangfelvételeket keverték.
- Népstadion 1994 (dupla VHS, 1999)
- KonceRt. – Népstadion 1999 (dupla VHS, 1999)
- KonceRt. – Népstadion 1999 (DVD, 2000) – Rövidebb felvétel, mint a VHS. Külföldi kiadása (egy interjúval bővítve): Live in Budapest (2001).
- Népstadion 1994 – Az igazi választás (DVD, 2001) – Rövidebb felvétel, mint a VHS.
- A bulik MÁSKÉPpen (DVD, 2001) – Kiegészítés az 1994-es és 1999-es koncert-DVD-khez, a készülődés felvételeivel és lemaradt dalokkal.
- Szuperkoncert – Népstadion 2001. június 2. (DVD, 2002) – az Illés és Metro blokkjával közösen és önállóan is megjelent.
- Napot hoztam, csillagot (DVD, 2004) – A turné debreceni állomásán készült felvétel.
- Jubileumi koncertek (DVD, 2004) – Az 1982-es és 1987-es koncerteken készült felvételek; rövidebbek, mint a VHS-ek.
- Napot hoztam, csillagot koncertturné 2004 (DVD, 2005) – 50 perces felvétel a Puskás Ferenc Stadionban adott koncertről és néhány dal a vidéki turné valamennyi állomásáról.
- Omega Oratórium- Adventi Koncertek (DVD,2014) – a 2013-as debreceni és szegedi Oratórium koncertek felvétele

### Egyéb önálló filmek
- Egymillió Fontos Hangjegy – négy szám a Élő Omega Kisstadion ’79 lemezről.
- Kisstadion 80 – tévéfelvételek
- Tízezer lépés Erdélyben – a Duna TV kétrészes koncert-riportfilmje a 2005-ös marosvásárhelyi koncertről.
- Omega 50, Miskolc – az M3D csatorna egyórás felvétele a 2012. május 25-ei miskolci koncertről
- Régi csibészek – az Omega-sztori – Kapuvári Gábor dokumentumfilmje 2012-ből, az 50 éves Omegáról
- Omega 50 – az M1  2x50 perces összeállítása a 2012. október 6-ai jubileumi koncertről

### Közreműködések
- Ezek a fiatalok (1967) – zenés játékfilm, az egyik jelenetben Koncz Zsuzsával együtt szerepel az Omega.
- Extázis 7-től 10-ig (1969) – dokumentumfilm, tartalmaz az Omega koncertjein készült felvételeket is.
- Sárika, drágám (1970) – játékfilm, két Omega-dal hangzik el benne (Sötét a város, Ülök a hóban.
- Örökzöld fehérben feketében (1974) – musical, zenés tv film Kovács Katival főszerepben
- A kenguru (1975) – játékfilm, elhangzik benne a Never feel shame című dal.
- Vámmentes házasság (1980) – finn–magyar koprodukciós játékfilm, zenéjeként a 8-10. Omega-albumok dalai hangzanak el angol vagy instrumentális változatban.
- Kopaszkutya (1981) – zenés játékfilm, egyik jelenete az Omega-LGT közös koncerten játszódik, amint a két együttes a Gyöngyhajú lányt játssza együtt.
- A Roxínpad sztárjai – VHS, tartalmazza a Kötéltánc videóklipjét.
- Clip Club – VHS, tartalmazza A Föld árnyékos oldalán videóklipjét.